# Pietro Paolo Virdis
Antonio Pietro Paolo Virdis (* 26. Juni 1957 in Sassari) ist ein ehemaliger italienischer Fußballspieler und -trainer.
In seiner Karriere spielte er u. a. für Juventus Turin und die AC Mailand. Heute arbeitet Virdis als TV-Kommentator.

## Karriere
Pietro Paolo Virdis spielte in der Jugend für Juvenilia. 1973/74 debütierte er bei Nuorese in der Serie D. Dort spielte er sich im Alter von gerade einmal 16 Jahren mit elf Saisontoren ins Rampenlicht.
1974 wurde Virdis von Cagliari Calcio verpflichtet, wo er mit 17 Jahren, am 6. Oktober 1974 gegen Lanerossi Vicenza, sein Serie-A-Debüt gab. In der folgenden Saison konnte Virdis trotz sechs Saisontoren den Abstieg seines Klubs nicht verhindern.
In der Saison 1976/77 gelang Pietro Paolo Virdis der endgültige Durchbruch, er erzielte 18 Treffer und wurde daraufhin im Sommer 1977 von Juventus Turin verpflichtet. Bei der Juve gewann er zwar auf Anhieb seine erste Meisterschaft, erarbeitete sich in drei Spielzeiten jedoch keinen echten Stammplatz. Deshalb wechselte er 1980 zurück in seine sardische Heimat zu Cagliari Calcio, ein Jahr später kehrte er wieder zu Juventus zurück.
Nach einer starken Spielzeit 1981/82 und seiner zweiten Meisterschaft mit Juve wechselte Virdis 1982 zu Udinese Calcio, da sein Platz bei Juve von Paolo Rossi besetzt wurde, der von seiner Sperre aus dem Bestechungsskandal von 1979 zurückkehrte. In Udine kam er in der ersten Saison wegen zahlreicher Verletzungen nur wenig zum Einsatz, in der zweiten erzielte er zehn Treffer.
Im Sommer 1984 wurde Pietro Paolo Virdis von der AC Mailand verpflichtet, bei der er bis 1989 spielte und zu einem der besten italienischen Angreifer dieser Zeit wurde. Seine beste Spielzeit dabei hatte er 1986/87, als er mit 17 Treffern Torschützenkönig der Serie A wurde. In der folgenden Saison sicherte Virdis mit zwei Toren beim 3:2-Sieg im vorentscheidenden Spiel um die Meisterschaft gegen die SSC Neapel den rossoneri den Titel. 1988/89 gewann er mit Milan den Europapokal der Landesmeister.
Im Sommer 1989 ging Virdis zur US Lecce, bei der er nach zwei Spielzeiten 1991 seine aktive Laufbahn beendete.
In seiner Karriere bestritt Pietro Paolo Virdis kein einziges A-Länderspiel für Italien, für die U-21-Nationalmannschaft lief er siebenmal auf. Außerdem erzielte er neun Tore in 15 Partien für die Olympiaauswahl, mit der er auch 1988 an den Olympischen Sommerspielen in Seoul teilnahm und nach einer 0:3-Niederlage gegen Deutschland Vierter wurde.
Nach Ende seiner Profilaufbahn war Virdis als Trainer in der Serie C1 aktiv.

## Erfolge
- Europapokal der Landesmeister: 1988/89 (mit der AC Mailand)
- Italienische Meisterschaft: 1977/78, 1981/82 (mit Juventus Turin) – 1987/88 (mit der AC Mailand)
- Coppa Italia: 1978/79 (mit Juventus Turin)
- Italienischer Supercup: 1989 (mit der AC Mailand)